# Carabunia myersi
Carabunia myersi är en stekelart som beskrevs av James Waterston 1928. Carabunia myersi ingår i släktet Carabunia och familjen sköldlussteklar.
Artens utbredningsområde är:
- Bermuda.
- Kuba.
- El Salvador.
- Haiti.
- Jamaica.
- Puerto Rico.

Inga underarter finns listade.